# The Ingrate (film 1912)
The Ingrate è un cortometraggio muto del 1912 diretto e interpretato da Romaine Fielding.

## Produzione
Il film fu prodotto dalla Lubin Manufacturing Company.

## Distribuzione
Distribuito dalla General Film Company, il film - un cortometraggio in una bobina - venne distribuito nelle sale USA il 20 giugno 1912.